# Schloss Grunau

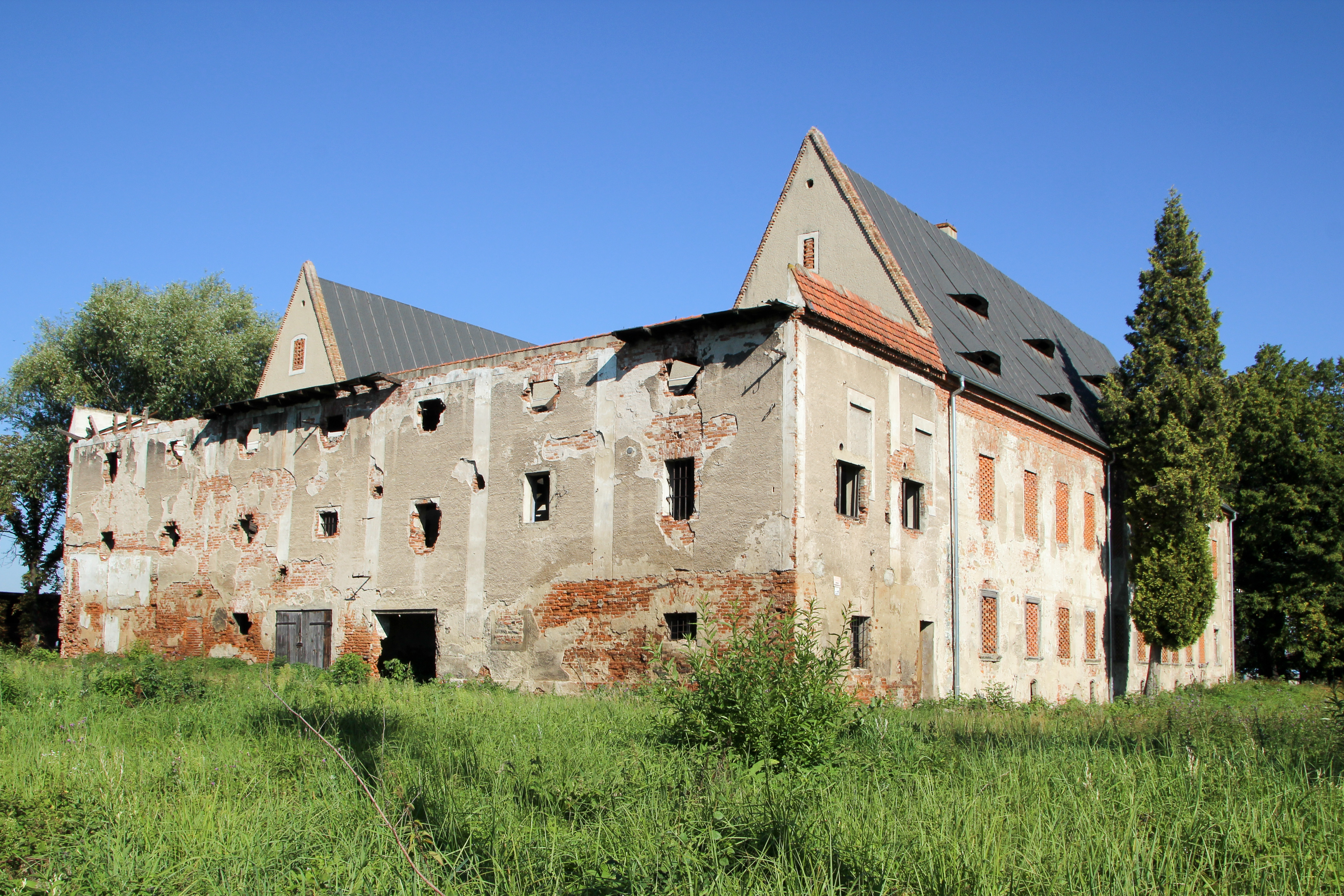
Schloss Grunau – Zustand 2013

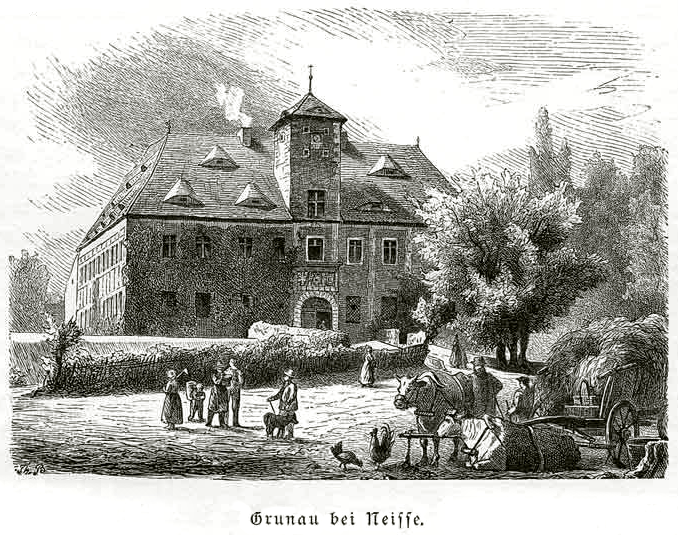
Dieser Holzstich von Theodor Blätterbauer aus dem 19. Jhdt. zeigt das Schloss Grunau noch mit Turm

Das Schloss Grunau ist ein Renaissance-Herrenhaus in Siestrzechowice (deutsch Grunau) im Powiat Nyski in der Woiwodschaft Oppeln in Polen. 

## Baugeschichte und Architektur
Der Breslauer Fürstbischof Andreas von Jerin ließ das Schloss 1593–1594 für seinen Neffen, den Neisser Hofrichter Andreas von Jerin errichten. Dieser war zusammen mit seiner Frau Barbara Meczker aus Riedlingen an der Donau seinem Onkel nach Schlesien gefolgt und hatte 1592 das Gut Grunau aus bischöflichem Besitz erhalten.
Die dreiflügelige Anlage ist um einen quadratischen Innenhof gruppiert, wobei die vierte Seite nur durch eine Wand abgeschlossen ist. Der Renaissancebau erhielt im 17. Jahrhundert seine heutige Fassade und den nicht mehr vorhandenen Turm in der Mittelachse. Die Seitenflügel des zweistöckigen Schlosses sind jeweils 13 Achsen lang, die Nord- bzw. Hauptfassade ist neunachsig und wird von einem Walmdach mit Fledermausgauben abgeschlossen. Die mittlere Achse wird vom Renaissance-Hauptportal mit Bänderustika eingenommen, das in drei Feldern feingearbeitete Wappen der Adelsfamilie von Jerin, des Fürstbischofs Andreas von Jerin, sowie seines Neffen zeigt. Der Innenhof wird von Arkadengängen im Tudorstil gesäumt; die Südwand zeigt von Löwen gehalten, das Wappen des Fürstbischofs Franz Ludwig von Pfalz-Neuburg aus dem 18. Jahrhundert.
Bauhistorisch bedeutendster Teil der Anlage ist die ehemalige Schlosskapelle St. Ulrich. Der Kult des heiligen Ulrich von Augsburg kommt aus der schwäbischen Heimat derer von Jerin. Ursprünglich wurde die Kapelle jedoch wohl als Prunksaal genutzt. Sie befindet sich im Erdgeschoss und grenzt an die Einfahrtshalle. Ihr Inneres birgt einen zwischen 1594 und 1596 geschaffenen Freskenzyklus mit Wappen von Adligen aus dem Fürstentum Neisse, der 1609 fertiggestellt wurde. Das Kreuzgewölbe ist in 14 Felder geteilt, die wiederum durch grünes Blattwerk entlang der Grate abgegrenzt sind. Die Felder zieren 68 Wappendarstellungen, weitere 18 Wappen finden sich an den Wänden. Die Wappen der Bischöfe Andreas von Jerin sowie Karl von Österreich flankieren dabei den ehemaligen Altarstandort.
Der barocke Wandaltar aus der Schlosskapelle befindet sich heute in stark verändertem Zustand in der Wallfahrtskapelle in Gross Stein. Ursprünglich zeigte er die plastischen Figuren der Heiligen Ulrich, Andreas und Bartholomäus sowie die Marienkrönung im oberen Teil.

## Heutiger Zustand

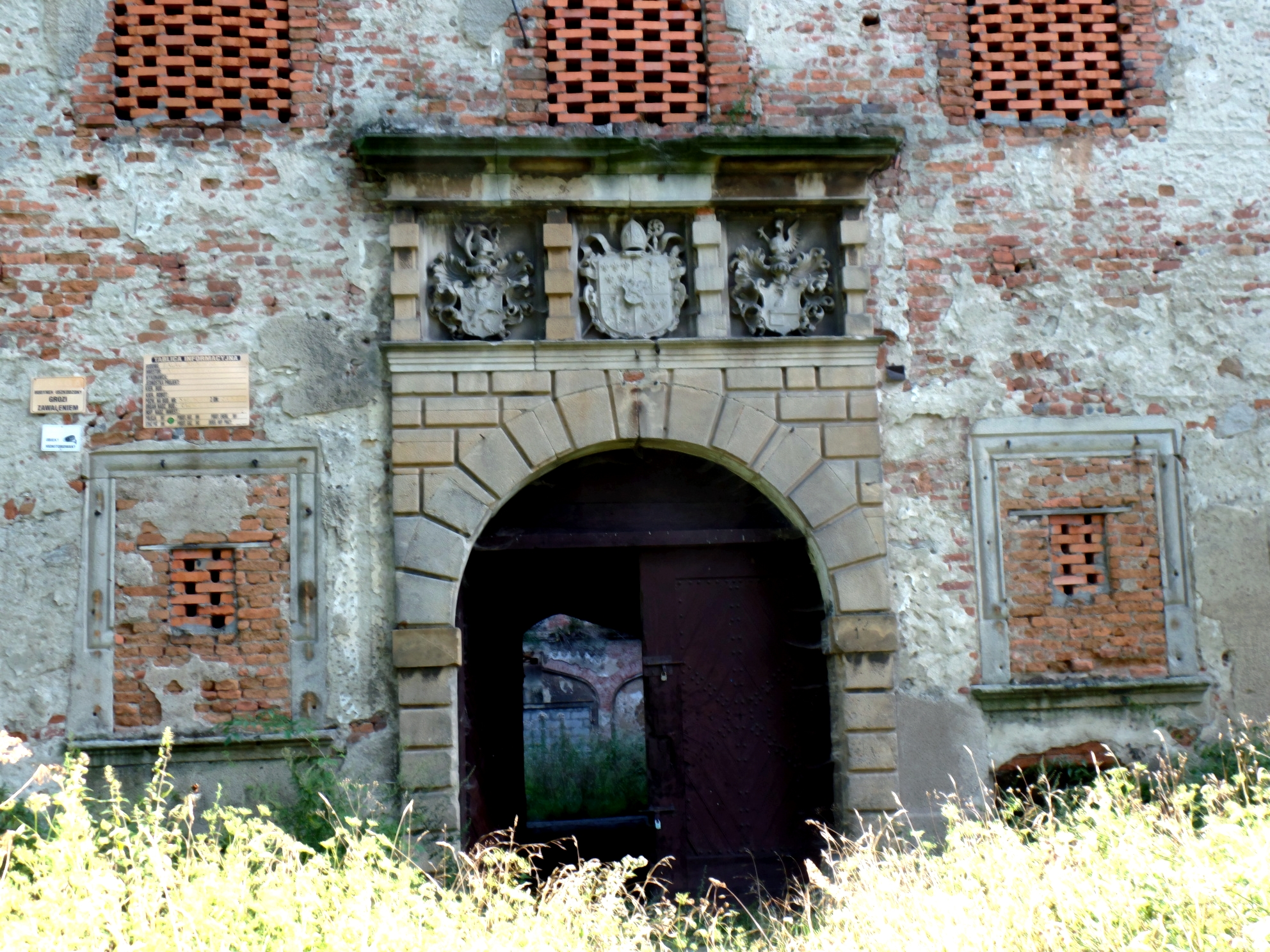
Renaissance-Hauptportal

Bis 1973 noch als Wohnung für PGR-Arbeiter genutzt, verfiel das Schloss in der Folgezeit zusehends. In den 1980er Jahren wurden Sanierungsarbeiten begonnen, bei denen zwar ein neuer, kupfergedeckter Dachstuhl ausgeführt wurde, die Arbeiten aber ansonsten unvollendet blieben. Ende der 1990er Jahre wurde das Kupferdach komplett abgedeckt und als Altmetall verkauft, für diesen Diebstahl wurden fünf Einwohner aus Siestrzechowice zu Gefängnisstrafen verurteilt. Trotzdem wurde das Dach seitdem nicht wieder gedeckt, so dass nicht nur die Bausubstanz des Schlosses, sondern vor allem der Erhalt der wertvollen Renaissance-Fresken aufgrund eindringenden Regenwassers und Feuchtigkeit akut gefährdet ist.